# Liste des gouverneurs actuels des départements du Salvador
 (août 2023).
Cette page dresse la liste des gouverneurs actuels des 14 départements du Salvador.

## Gouverneurs
| Département  | Nom                              | Depuis (le)    |
| ------------ | -------------------------------- | -------------- |
| Ahuachapán   | Juan Francisco Sánchez Hernández | 9 juillet 2014 |
| Cabañas      | Saúl Echeverría Veliz            | 9 juillet 2014 |
| Chalatenango | José Raimundo Alas Alas          | 9 juillet 2014 |
| Cuscatlán    | Rosibel Beltrán López            | 9 juillet 2014 |
| La Libertad  | Marta Lorena Araujo              | 9 juillet 2014 |
| La Paz       | Doris Yanira Barahona Rico       | Août 2009      |
| La Unión     | Gricia Emérita Hernández Padilla | 9 juillet 2014 |
| Morazán      | Luis Enrique Salamanca Martínez  | 9 juillet 2014 |
| San Miguel   | Ricardo Osmín Canales            | 9 juillet 2014 |
| San Salvador | Eduardo Alfonso Linares Rivera   | 9 juillet 2014 |
| San Vicente  | Arcenio Olmes Carrillo Abarca    | 9 juillet 2014 |
| Santa Ana    | Gilberto Delgado González        | 9 juillet 2014 |
| Sonsonate    | Sidney Iván Linares Padilla      | 9 juillet 2014 |
| Usulután     | René Osbaldo Ramos Alfaro        | 9 juillet 2014 |